# Oedekoven
Oedekoven is een plaats in de Duitse gemeente Alfter, deelstaat Noordrijn-Westfalen, en telt 5400 inwoners (2006).